# 임이 오시는지
〈임이 오시는지〉는 박문호 작사, 김규환 작곡의 한국 가곡이다.
KBS 합창단 지휘자로 있던 김규환이 박문호 작사, 이흥렬 작곡의 폐기된 곡을 발견하여 다시 곡을 붙였다. 김규환은 평양 출신으로 평양 음악학교를 졸업하고 평양교향악단에 연주자로 있다가 월남하였고, 박문호는 함경북도 경성 출신의 월남한 의사였는데, 김규환과 박문호는 생전에 서로 만나지 못했다. 〈임이 오시는지〉는 이후 중·고 교과서에 수록되고, 양희은이 노래하여 널리 알려지기도 했다.

## 가사
‘물망초 꿈꾸는’으로 시작하여, 임을 기다리는 심정을 노래하였다.